# 潛鴨屬
潛鴨屬是鴨科下的一屬。

## 物種
- 帆背潛鴨（A. valisineria）
- 紅頭潛鴨（A. ferina）
- 美洲潛鴨（A. americana）
- 環頸潛鴨（A. collaris）
- 澳洲潜鸭（A. australis）
- 青頭潛鴨（A. baeri）
- 白眼潛鴨（A. nyroca）
- （A. innotata）
- 紐西蘭潛鴨（A. novaeseelandiae）
- 鳳頭潛鴨（A. fuligula）
- 斑背潛鴨（A. marila）
- 小潛鴨（A. affinis）

於土耳其發現早更新世的化石，有可能是潛鴨屬的古亞種。
中新世的"Aythya" arvernensis現已被編入Mionetta中，而"Aythya" chauvirae似乎包含了兩個物種，但最少有一種已肯定不是潛鴨屬。